# Horváth Géza (germanista)
Horváth Géza (Veszprém, 1956. július 12. –) germanista, irodalomtörténész, műfordító, egyetemi tanár.

## Életpálya
1974-ben érettségizett a veszprémi Lovassy László Gimnáziumban. Egyetemi tanulmányait az Eötvös Loránd Tudományegyetemen az Eötvös József Kollégium tagjaként folytatta magyar-német szakon (1975-1980). 1981-ben az ELTE BTK Fordító- és Tolmácsképző Csoport képzésében képesített szakfordító és képesített német tolmács diplomát szerzett, és itt meghívott oktatóként működött (1981-1985). 1980 és 1998 között a budapesti Eötvös József Collegium tanára. 1990-ben Fritz Paepcke heidelbegi professzorral megalapította a Collegium Germanisztikai Műhelyét (Deutsches Seminar), melyet 1998-ig vezetett. 1995 és 2000 között az Osiris Kiadó felsőoktatási igazgatója. 1996 és1998 között Bollók János igazgató mellett a Collegium igazgatóhelyettese. 2000-ben szerezte meg PhD-fokozatát, 2011-ben habilitált. 1998 és 2016 között a Szegedi Tudományegyetem Germán Filológiai Intézetében oktatott. 2005 és 2016 között az intézet vezetője, 2007 és 2016 között az intézet Irodalomtudományi Tanszékének vezetője. 2016-tól a Károli Gáspár Református Egyetem BTK Német és Holland Nyelvű Kultúrák Intézetének vezetője, 2018-tól a KRE BTK Benda Kálmán Bölcsészet- és Társadalomtudományi Szakkollégium Irodalom- és Kultúratudományi Műhelyének vezetője, 2019 és 2024 között a KRE BTK dékánja.

## Magánélet
Felesége H. Bagó Ilona muzeológus, a Magyar Érdemrend Lovagkeresztjével kitüntetett, Móra Ferenc-díjas irodalomtörténész, a Petőfi Irodalmi Múzeum Kiállítás-szervezési és Rendezési Főosztályának nyugalmazott főosztályvezetője, főmuzeológusa; gyermekeik: Sára (1981), Géza (1987); unokái: Fekete-Nagy Ábel (2010), Fekete-Nagy Janka (2012), Fekete-Nagy Bálint (2016).

## Kutatási terület
Sturm und Drang, német romantika, fin de siècle, a műfordítás elmélete és gyakorlata, Friedrich Nietzsche, Hermann Hesse, Thomas Mann, Friedrich Dürrenmatt munkássága.

## Művek

### Kötetek
- Wege der deutschen Innerlichkeit am Beispiel von Johann Wolfgang von Goethes „Die Leiden des jungen Werther”, Hermann Hesses „Siddhartha” und Thomas Manns „Doktor Faustus”, Osiris, Budapest, 2001
- A tudat zsákutcája. Tanulmányok az újabb kori német irodalomból, Gondolat, Budapest, 2007
- A lehetségestől a valóságosig. Tanulmányok a német irodalom, kultúra és műfordítás köréből, L’Harmattan, Budapest, 2022

### Szerkesztések
- A magyar Hermann Hesse-életműsorozatban megjelent 25 kötet sorozatszerkesztője, szerkesztője, részben fordítója, Cartaphilus, Budapest, 1995-2013, Helikon, Budapest, 2013-
- Magyar Hermann Hesse-bibliográfia, szerk. Horváth Géza, Csősz Róbert, Gondolat, Budapest, 2004
- E.T.A. Hoffmann válogatott művei I-IV. Cartaphilus, Budapest, 2006-2008
- Germanistik an der Szegeder Universität 1956-2006, szerk. Bernáth, Árpád, Horváth Géza, Fenyves Miklós, Gondolat, Budapest, 2008
- Hermann Hesse und die Moderne, Diskurse zwischen Ästhetik, Ethik und Politik. Beiträge der internationalen Tagung aus Anlass des fünfzigsten Todestages des Dichters vom 2. bis 5. Mai am Germanistischen Institut der Universität Szeged, szerk. Detlef Haberland, Horváth Géza, Praesens, Wien, 2013
- „Im Überestzen leben”. Der Professor des Convivium am Eötvös-Collegiumm Gedenkschrift zum 100. Geburtstag von Fritz Paepcke, szerk. Horváth, Géza, Sára Balázs, Eötvös-József-Collegium, Budapest, 2018
- Luther und die Reformation im Spiegel der deutschsprachigen Literaturen im 18., 19. und 20. Jahrhundert, Würzburg, Königshausen & Neumann, 2019
- Klasszikus művek újrafordítása, szerk. Mudriczki, Judit, Sepsi, Enikő, Horváth, Géza, Károli Gáspár Református Egyetem, L'Harmattan, Budapest, 2021

### Műfordítások

#### Antológiákban, gyűjteményes kötetekben, életműsorozatokban, folyóiratokban megjelent fordítások szerzői
Stephan Andres, Michael Bakunyin, Karl Dedecius, Friedrich Dürrenmatt, Erich Fried, Hans-Georg Gadamer, E.T.A. Hoffmann, Hermann Hesse, Wladimir Kaminer, Daniel Kehlmann, Alexander Kluge, Gustav Landauer, Thomas Mann, Friedrich Nietzsche, Novalis, Luise Rinser, Raoul Schrott, Michael Schulte, Max Stirner, Ludwig Tieck, Theodor Weißenborn, Carl Zuckmayer, Stefan Zweig

#### Önálló kötetben egyedül fordított művek szerzők szerint
- Monica Cantieni: Zöldfülű, Gondolat, Budapest,  2012
- Friedrich Dürrenmatt: A megbízás avagy a megfigyelők megfigyelőjének megfigyeléséről, Európa, Budapest, 1989
- Friedrich Dürrenmatt: A bukás, Európa, Budapest, 1991
- E.T.A. Hoffmann: Az ördög bájitala, Cartaphilus, Budapest, 2008
- E.T.A. Hoffmann: Az arany virágcserép, Helikon, Budapest, 2016
- Hermann Hesse: A pusztai farkas, Balassi, Budapest,1992
- Hermann Hesse: A napkeleti utazás, Sváb életrajz, Cartaphilus, Budapest, 2004
- Hermann Hesse: Sziddhártha, Cartaphilus, Budapest, 2005
- Hermann Hesse: Demian, Cartaphilus, Budapest, 2006
- Hermann Hesse: Klingsor utolsó nyara, Cartaphilus, Budapest, 2012
- Hermann Hesse: Assisi Ferenc, Cartaphilus, Budapest, 2012
- Hermann Hesse: Karácsony, Helikon, Budapest, 2013
- Hermann Hesse: Szeretni boldogság, Helikon, Budapest, 2014
- Hermann Hesse: Örök változás, Helikon, Budapest, 2015
- Georg Klein: Gyermekkorunk regénye, Gondolat, Budapest, 2016
- Friedrich Nietzsche: Ecce homo. Hogyan lesz az ember azzá, ami, Göncöl, Budapest,1992
- Friedrich Nietzsche: Emberi, nagyon is emberi I., Osiris, Budapest, 2008
- Friedrich Nietzsche: Emberi, nagyon is emberi II., Cartaphilus, 2012
- Friedrich Nietzsche: Bálványok alkonya, Helikon, Budapest, 2015
- Friedrich Nietzsche: Hajnalpír, Szenzár, Budapest, 2021
- Rüdiger Safranski: Romantika. Egy német affér, Európa, Budapest, 2010
- Johannes Mario Simmel: Nem kell mindig kaviár, Magyar Könyvklub, 1993

### Tudományos közlemények[3]
- Thomas Mann: Doktor Faustus (A pusztulás dimenziói). Filológiai Közlöny 42:3-4, pp. 210–233. (1996)
- Johann Wolfgang Goethe: Die Leiden des jungen Werther. Dimensionen der Flucht. NEOHELICON 25 (2), pp. 197–213 (1998)
- Der Tod in Venedig oder der Untergang des Abendlandes. Irodalomtudomány, 2000:1-2, pp. 11–19. (2000)
- Die drei Lebensläufe und ihr Verhältnis zur Biographie des Magister Ludi, Josef Knecht. In: Ponzi Mauro (Hg.): Internationales Hermann-Hesse-Jahrbuch. Tübingen: Max Niemeyer Verlag, 2004. pp. 147–158.
- „A szeretet semmi más, mint a legmagasabb természetpoézis.” Novalis szeretfelfogása a regények regényében, a Heinrich von Ofterdingen című regénytöredékben. Kellék: 50, pp. 65-75. (2013)
- Das Glasperlenspiel: Gipfel eines Lebenswerkes. In: Detlef Haberland, Géza Horváth (Hg.): Hermann Hesse und die Moderne. Wien: Praesens Verlag, 2013. pp. 32–45.
- Romantisches Heilsgeschehen in Novalis' Romanfragment Heinrich von Ofterdingen, In: Károly Csúri; Joachim Jacob (szerk.): Prinzip Wiederholung: Zur Ästhetik von System- und Sinnbildung in Literatur, Kunst und Kultur aus interdisziplinärer Sicht. Bielefeld: Aisthesis Verlag, 2015. pp. 307–321.
- Luther bibliafordítása(i) és hatása az újfelnémet nyelv kialakulására. Credo: Evangélikus Műhely 23: 3-4, pp. 91–105. (2017)
- A műfordításról dióhéjban. In: Gépiesség és kreativitás a fordítási piacon és az oktatás különböző szintjein. KRE, L’Harmattan, Budapest, 2018, pp. 71–89.
- „Unser letztes Ereigniß ist immer noch Luther, unser einziges Buch immer noch die Bibel”: Friedrich Nietzsches Lutherbild. In: Horváth, Géza (szerk.): Luther und die Reformation im Spiegel der deutschsprachigen Literaturen im 18., 19. und 20. Jahrhundert. Würzburg: Verlag Königshausen und Neumann GmbH, 2019, pp. 85–96.,
- „Nichts ist wahr, Alles ist erlaubt.” Friedrich Nietzsche und die Freigeisterei. In: Rainer, Hillenbrand; Zoltán, Szendi (szerk.): Geistesfreiheit: Deutsche Literatur zwischen Autonomie und Fremdbestimmung. Wien: Praesens Verlag, 2020, pp. 149–158.
- Elvágyódás és/vagy honvágy a német romantikában. Filológiai Közlöny 66 : 4 pp. 56–64. 9 p. (2020)
- A szövegvilág szerkezete és jelentése Hermann Hesse A pusztai farkas című művében. Filológiai Közlöny 67: 1 pp. 82–97. (2021)

## Tudományos tisztségek
- Protestáns Szemle, szerkesztőbizottsági tag (1995-2004)
- Acta Germanica, szerkesztőbizottsági tag (a 7. és 10. szám társszerkesztője,1997-2016)
- Magyar Goethe-Társaság Szegedi Tagozatának alelnöke (2001-2003)
- Magyar Protestáns Tanulmányi Alapítvány: kuratóriumi tag (2007-)
- Hermann-Hesse-Jahrbuch (Max Niemeyer Verlag, 2012-től Königshausen & Neumann) szerkesztőbizottsági tag (2004-2018)
- Internationale Hermann Hesse Gesellschaft (Calw): alapító tag, az Elnökség Tudományos Testületének tagja (2002-)
- Magyar Hermann Hesse Alapítvány: alapító tag, kuratóriumi elnök, kuratóriumi tagok: Prof. Dr. Györffy Miklós, Kalász Márton (2006-2014)
- Magyar Germanisták Társasága: alelnök (2011-2013)

## Szervezeti tagság
- Deutsche Schiller-Gesellschaft (1990-)
- Magyar Germanisták Társasága (2000-)
- Magyar Goethe Társaság: alapító tag (2001-)
- Österreichische Nietzsche-Gesellschaft (2002-)
- Europäische Autorenvereinigung Die KOGGE (2007-)
- MTA köztestületi tag (2008-)
- Erika Mitterer Gesellschaft (2015-)
- Magyar Rektori Konferencia Bölcsészettudományi Bizottság (2019-2024)
- Magyar Bölcsészet- és Társadalomtudományi Kamara: alapító tag (2020-)

## Fontosabb díjak, elismerések
- Eötvös Collegiumért emlékplakett (1997)
- DAAD Jahresstipendium, Deutsches Literaturarchiv, Marbach (1989-1990)
- Széchenyi Professzori ösztöndíj (2002-2005)
- IWM (Institut für die Wissenschaften vom Menschen), Paul Celan fordítói ösztöndíj, Bécs (2003)
- Calwer Hermann-Hesse-Stiftung (2004)
- Europäisches Übersetzer-Kollegium, Straelen (2007-2019, évente 1-3 hónap)
- KRE BTK: az év publikációja (Czeglédy Anitával és Fülöp Józseffel) az Inspirationen V. Gesten c. kötetért (2022)
- KÁROLI 30 / 30 éve a református felsőoktatás szolgálatában (2023)
- A Magyar Érdemrend Lovagkeresztje polgári tagozat (2023)
- Szenczi Molnár Albert Díj (2025)